# Odins Raben (Spiel)
Odins Raben (Untertitel: „Wettflug für zwei schräge Vögel“) ist ein Kartenspiel mit Taktik- und Glückselementen für zwei Personen, erschienen 2002 bei Kosmos im Rahmen der Reihe Spiele für Zwei. Autor des Spiels ist Thorsten Gimmler. 

## Das Spiel

### Handlung
Der nordische Göttervater Odin schickt jeden Morgen seine zwei Raben Hugin und Munin (in den Spieltexten: Hugin und Mugin) aus, um die Welt zu erkunden und ihm über Ereignisse in seinem Reich zu berichten. 
Jeder Spieler übernimmt die Rolle eines der beiden Raben. Im Verlauf des Spiels müssen beide Spieler versuchen, mehrere Flugetappen jeweils als erster abzuschließen, um auf diese Weise Siegpunkte zu sammeln. Wer zuerst 12 Siegpunkte sammeln kann, gewinnt das Spiel.

### Material
Das Spielmaterial umfasst neben der Anleitung:
- 112 hochformatige Spielkarten (40 Landschaftskarten, 50 Flugkarten, 16 Odinkarten, 6 Karten „Magischer Weg“)
- 2 Rabenfiguren
- 1 Odinstein

### Spielverlauf
Jeder Spieler spielt mit einem eigenen Kartenstapel, bestehend aus 25 Flugkarten und acht Odinkarten, von dem immer wieder verdeckt Karten nachgezogen werden.
Die Flugstrecken beider Spieler werden aus den Landschaftskarten gebildet. Diese Karten sind ähnlich wie Dominosteine aufgebaut und zeigen jeweils zwei Landschaftstypen. Aneinandergelegt ergeben sie zwei parallel verlaufende Flugstrecken, für jeden Spieler eine eigene. Zu Beginn besteht die Strecke aus neun Landschaftskarten, sie kann aber im Laufe des Spiels durch die Spieler verlängert werden. 
Aufgabe der Spieler ist es, mit der eigenen Spielfigur möglichst als erster das Ende der eigenen Flugstrecke zu erreichen. Dazu ziehen beide Spieler abwechselnd und dürfen in einem Zug bis zu drei ihrer maximal fünf Handkarten spielen. Zusätzlich kann ein Spieler bis zu drei weitere Karten von seinem eigenen Zusatzstapel spielen, dieser wird jedoch erst im Laufe des Spiels gebildet. 
In einem Zug sind folgende Handlungen möglich:
- Ablegen einer Handkarte auf den Zusatzstapel: Ein Spieler kann eine Handkarte auf seinen verdeckten Zusatzstapel legen, um sie in einer späteren Runde zusätzlich spielen zu können. Die Verwendung des Zusatzstapels ist vor allem in der Endphase oft von spielentscheidender Bedeutung.
- Spielen einer Flugkarte: Flugkarten zeigen jeweils einen der insgesamt fünf Landschaftstypen und erlauben es dem Spieler, seine Figur über beliebig viele Felder des entsprechenden Landschaftstyps weiterzubewegen.
- Spielen einer Odinkarte: Odinkarten sind Aktionskarten, die dem Spieler das Ausführen einer von zwei aufgedruckten Aktionen erlauben, beispielsweise das Drehen einer ausliegenden Landschaftskarte oder das Setzen des Odinsteins (eine Blockade für den Gegner).
- Ablegen einer Flugkarte am „Magischen Weg“: Der „Magische Weg“ ist eine spezielle Karte, die zu Beginn des Spiels ausgelegt wird und zwei Landschaftstypen zeigt. Spieler können passende Flugkarten dort ablegen, um bei Spielende zusätzliche Siegpunkte zu erhalten.
- Spielen der obersten Karte vom Zusatzstapel.

Ein Spieler kann in seinem Zug bis zu drei Karten von der Hand verwenden (ausspielen oder auf den Zusatzstapel legen) und zusätzlich bis zu drei Karten vom Zusatzstapel ausspielen. 
Nach Zugende ergänzt ein Spieler seine Handkarten wieder auf fünf und kann außerdem die ausliegende Flugstrecke um eine weitere Landschaftskarte verlängern.
Ein Spieler gewinnt eine Etappe (Spielrunde), wenn er innerhalb seines Zuges seine Spielfigur auf die letzte Karte der Flugstrecke setzen kann. Der Etappensieger schreibt sich den Vorsprung zwischen seiner eigenen und der gegnerischen Spielfigur als Siegpunkte gut. Zusätzlich bekommt der Spieler, der mehr Karten am „Magischen Weg“ abgelegt hat, drei Siegpunkte gutgeschrieben. 
Es werden solange weitere Runden gespielt, bis ein Spieler 12 Siegpunkte angesammelt hat, dieser gewinnt dann das Spiel.

## Auszeichnungen
- International Gamers Award 2003: Nominiert in der Kategorie General Strategy Games, 2-Player[1]

## Übersetzungen
Das Spiel erschien in englischer Sprache (unter dem Titel Odin's Ravens) bei Rio Grande Games und in französischer Sprache (unter dem Titel Les Corbeaux d'Odin) bei Tilsit.